# Fourdrinoy
Fourdrinoy là một xã ở tỉnh Somme, vùng Hauts-de-France, Pháp.

## Địa lý
Thị trấn này tọa lạc 6 dặm Anh về phía tây bắc của Amiens trên đường D121.

## Dân số
| 1962                                                         | 1968 | 1975 | 1982 | 1990 | 1999 |
| ------------------------------------------------------------ | ---- | ---- | ---- | ---- | ---- |
| 257                                                          | 268  | 276  | 340  | 334  | 326  |
| Số liệu điều tra dân số từ năm 1962, dân số không tính trùng |      |      |      |      |      |